# Stiria iticys
Stiria iticys är en fjärilsart som beskrevs av Dyar 1914. Stiria iticys ingår i släktet Stiria och familjen nattflyn. Inga underarter finns listade i Catalogue of Life.